# Yerakai
Le yerakai est une langue papoue parlée en Papouasie-Nouvelle-Guinée dans la province de Sepik oriental.

## Classification
Le yerakai est souvent inclus dans la famille des langues sepik. Haspelmath, Hammarström, Forkel et Bank rejettent cette proposition et classent le yerakai comme une langue isolée, en s'appuyant sur les travaux de Foley, ou d'Aikhenvald qui estime que les similarités dans le vocabulaire avec le iatmul sont des emprunts dues aux mariages entre Yerakai et Iatmul. Le iatmul est une des langues ndu, une famille dont l'appartenance au sepik est également controversée.

## Sources
- (en) Malcolm Ross, 2005, Pronouns as a preliminary diagnostic for grouping Papuan languages, dans Andrew Pawley, Robert Attenborough, Robin Hide, Jack Golson (éditeurs) Papuan pasts: cultural, linguistic and biological histories of Papuan-speaking peoples, Canberra, Pacific Linguistics. pp. 15–66.